# Concejo (Álava)
Los concejos de Álava (Arabako kontzejuak, en euskera) son entidades de ámbito territorial inferior al municipio que cuentan con una personalidad jurídica y capacidad de obrar propia, además de tener plena autonomía para gestionar sus intereses y los de las colectividades que les sirven de base. Se gobiernan en base a una Junta Administrativa, cuyos miembros son elegidos cada cuatro años entre las personas ciudadanas del pueblo.

## Historia
No hay una fecha aproximada conocida para la creación de estas entidades, pero sí que hay documentos en los archivos concejiles que desde el siglo XIII hacen referencia a los Usos del Buen Gobierno. Ya desde mucho antes se conoce que los pueblos alaveses se han querido regir por sus propios usos y costumbres, que sin variar en su esencia, se han ido adaptando a los tiempos.
Este sistema se mantuvo hasta que en 1812 la Constitución de Cádiz obligó a crear ayuntamientos en todos los pueblos que de por sí o agrupados tuviesen más de mil habitantes. Esta nueva regulación trató de disminuir las potestades de los concejos que subsistieron, llegando a denominarlas Entidades Locales Menores, no por su escaso número de habitantes, sino por considerarlas con capacidad de actuación limitada y bajo la administración de su Ayuntamiento.
Sin embargo, en Álava, aunque se constituyeron los Ayuntamientos, la administración y gobierno de los pueblos siguió ejerciéndose a través de los concejos, que siguieron manteniéndose según sus propios usos y costumbres además de conservar su personalidad e independencia de los órganos de gobierno municipales. Así ya desde 1924, con la promulgación de R. D. de 21 de octubre, y en las posteriores legislaciones sobre la Administración Local se dispone que las Juntas Vecinales (Concejos) de la provincia de Álava "conservarán sus atribuciones peculiares y se organizarán según sus costumbres tradicionales".
Durante la dictadura, el desplazamiento de un alto porcentaje de la población a las ciudades hizo que la mitad de la población rural alavesa pasase a ser urbana. En consecuencia, y debido a la progresiva pérdida de importancia de la agricultura y ganadería, los concejos perdieron gran parte de su ser, dejando a las entidades muy tocadas, que en algunos casos terminaron por desaparecer.
Ya en democracia, gracias a la población rural, que vio que los concejos eran necesarios para la supervivencia de sus pueblos, se consiguió que se aprobasen, primero, la Norma Foral de 30 de julio de 1984 de Elección a Regidores y Vocales de los Concejos del Territorio Histórico de Álava, y segundo, la Norma Foral de Concejos del 20 de marzo de 1995, que además de reconocer la independencia y personalidad de los Concejos plasmó, reguló y unificó en lo posible la organización, el funcionamiento y la administración de los mismos.
En 1995 se creó la Asociación de Concejos de Vitoria y en 1996 la Asociación de Concejos de Álava, con el fin de la defensa, promoción, representación y desarrollo de los mismos.

## Tipología
Existen dos tipos de concejo:
- El concejo abierto, cuando el Gobierno se realiza por la asamblea vecinal y la Administración por una Junta Administrativa elegida por las personas vecinas. La asamblea  vecinal, es el órgano soberano de decisión y control, siendo la Junta Administrativa (Presidencia y vocalías) el órgano de ejecución de los mandatos de la asamblea vecinal. Esta característica da el carácter de democracia directa a los concejos abiertos.
- El concejo cerrado, cuando el Gobierno y la Administración se realizan por una Junta Administrativa, sin que haya asamblea vecinal.

Las actividades de cada concejo son ejercidas por sus órganos de gobierno (art. 10 de la Norma Foral 11/1995):
- La Presidencia de la Junta Administrativa es un órgano ejecutivo unipersonal, que ostenta la representación legal del Concejo, es sustituida por la vocalía primera en caso de ausencia o enfermedad (art. 11) de la Norma Foral 11/1995.[4]
- La Junta Administrativa (en euskera, Administrazio Batzarra) es el órgano de administración en los concejos abiertos, y de administración y gobierno en los concejos cerrados. De su eficacia y buen hacer depende en la práctica el que cada pueblo cuente con un buen nivel de servicios e infraestructuras. La Junta está formada por la Presidencia y las vocalías.

La figura de fiel de fechos desempeña un papel singular en la administración del Concejo. Se designa de acuerdo con lo establecido en las Ordenanzas, y en su defecto en la Norma Foral 11/1995; ejerce la función de secretaría tanto de la Asamblea vecinal como de la Junta Administrativa (art. 11.3); en los concejos cerrados, su función es incompatible con la de miembro de la Junta Administrativa; y en los Concejos Abiertos, con el cargo de Regidor-Presidente (art. 17).  Le corresponde llevar el Libro de Actas (art. 30) y es responsable de los documentos y expedientes del Concejo (art. 24).
Entre las competencias de los concejos alaveses destacan la construcción y conservación de sus caminos, calles, jardines o bienes. La ejecución de otras obras y prestación de servicios, la administración y conservación de su patrimonio (incluido el forestal) y todo aquello que redunde en beneficio de su colectividad, dentro de su ámbito de competencias.
Además de las competencias otorgadas por la Norma Foral 11/1995, de 20 marzo, de Concejos del Territorio Histórico de Álava, los concejos pueden hacerse cargo de otras que entidades superiores (ayuntamiento, cuadrilla o diputación) le deleguen. Asimismo, los concejos pueden delegar alguna de sus competencias en dichas entidades para que se hagan cargo de ellas.

## Concejos
En 2025 hay 333 concejos. En la Norma Foral, aprobada en 1995, se contabilizaban 324 concejos, y en 2018, eran 334. Hasta 2024, había publicaciones en las que se hablaba de 334 concejos, pero el concejo de Arriaga se contabilizaba tan solo de manera testimonial: mantenía territorio o término concejil, pero no tenía población ni órgano de gobierno, ni funcionaba en la práctica como concejo. En 2024 se disolvió el concejo de Guinea y en 2025, Arriaga. 61 concejos se localizan en el municipio de Vitoria.

## Elecciones a concejos alaveses
Las personas que componen la Junta Administrativa de cada concejo de Álava son elegidas mediante sufragio universal, libre y secreto, cada cuatro años, en elecciones convocadas por la Diputación Foral de Álava.
Se eligen a una persona Regidora-Presidenta y a dos personas vocales como mínimo, aumentándose este último número en uno por cada 200 habitantes si el concejo supera los 400 habitantes, con un máximo del número de concejales del ayuntamiento al que pertenece el concejo. El cargo se efectúa de forma gratuita y tiene una duración de cuatro años, hasta la siguiente convocatoria de elecciones.
Si en el plazo establecido no se presentasen candidaturas, todas las vecinas y vecinos con capacidad de elegir serán elegibles si es su nombre escrito en la papeleta. La papeleta está en blanco y se escriben desde un nombre, hasta tantos como puestos a cubrir menos uno. Si se presentan candidaturas, en la papeleta figuran los nombres de las personas candidatas. Las personas electoras pueden marcar desde un nombre, hasta tantos como puestos a cubrir menos uno.
La Junta Administrativa se compondrá de las personas candidatas con más votos, siendo elegida para la presidencia, si lo aceptara, la persona candidata más votada.